# Plewniak
Plewniak – wieś w Polsce położona w województwie mazowieckim, w powiecie warszawskim zachodnim, w gminie Leszno.
Wieś wchodzi w skład sołectwa Wilków.
W latach 1975–1998 miejscowość administracyjnie należała do województwa warszawskiego.